# Hemiphylacus
Hemiphylacus je  biljni trod u porodici šparogovki (Asparagaceae) i redu šparogolike (Asparagales). Pet je priznatih vrsta koje rastu po Meksiku.

## Vrste
1. Hemiphylacus alatostylus L.Hern.
2. Hemiphylacus hintoniorum L.Hern.
3. Hemiphylacus latifolius S.Watson
4. Hemiphylacus mahindae L.Hern.
5. Hemiphylacus novogalicianus L.Hern.